# Aroa nepalensis
Aroa nepalensis är en fjärilsart som beskrevs av Daniel 1961. Aroa nepalensis ingår i släktet Aroa och familjen tofsspinnare. Inga underarter finns listade i Catalogue of Life.